# آراوان‌سای
آراوان‌سای (به لاتین: Aravansay) یک منطقهٔ مسکونی در قرقیزستان است که در استان اوش واقع شده‌است.